# かしまし建設
かしまし建設（かしましけんせつ）は、フジテレビの深夜番組『北野ファンクラブ』内で結成されたお笑いユニット。

## メンバー
- ガダルカナル・タカ
- ダンカン
- グレート義太夫（1度だけリストラされて「万国びっくりショー」に参加）
- ビートたけし（一時的に参加）

## 概要
北野ファンクラブでビートたけしがバイク事故から復帰するあたりから始まった人気コーナー「漫才の哲人」の初期に結成される。ユニット名の由来は「鹿島建設」と「かしまし娘」をひっかけたもの。メンバーが作業服姿で話を展開するのが特徴。出囃子はグレート義太夫（あるいはビートたけし）の演奏による「かしまし娘」の替え歌。掛け合いはボケ担当であるダンカンとグレート義太夫をガダルカナル・タカがツッコむのが典型的パターン（ただし、ガダルカナル・タカが身内ネタで大ボケをかますこともあった）。ビートたけしもグレート義太夫をリストラさせて一時期参加していたが、ビートキヨシが番組に出演してツービートとして出るようになると自然に脱退状態となった。ちなみに、番組内ユニットでありながら山形の「お米フェスティバル」へ営業に行ったこともあり、そのときの様子は「北野ファンクラブ」番組内でも流れた。ユニット自体は北野ファンクラブ終了後の番組「北野富士」の第2回でショートコントを行ったが、それ以降は活動せずに自然消滅した。

## 太平建設
1度だけ結成されたお笑いユニットで、かしまし建設の下請けという設定。名前の由来は「大成建設」。メンバーはかしまし建設と同じで、全員黒塗りで登場する。ダンカン演じる外国人労働者「バラモン」のキャラクターが強烈であったが、1回限りで解散。